# اسدآباد وسطی
اسدآباد وسطی، روستایی از توابع بخش مرکزی شهرستان دلفان در استان لرستان ایران است.

## جمعیت
این روستا در دهستان نورعلی قرار دارد و براساس سرشماری مرکز آمار ایران در سال ۱۳۸۵، جمعیت آن ۹۵ نفر (۱۹خانوار) بوده‌است.